# 漢字簡化爭論
漢字簡化爭論是一個討論漢字正式字體的議題。
「漢字簡化运动」主要指中國大陸推行、新加坡及马来西亚跟进采用的簡化字。中華民國國民政府于1936年公布《第一批簡體字表》，是漢字簡化運動的首次官方嘗試。但次年因時任考試院院長的戴季陶反對而作罷。中華人民共和國建國後，中央人民政府成立中國文字改革委員會，重新嘗試推行簡化字。中國共產黨推行簡化字當時也曾招致多方批評，於「大鳴大放」時更有過激烈的辯論，在隨後的反右運動中，批評者则遭到了清算。
中華人民共和國建國初期的漢字簡化運動者曾一度認為“漢字簡化不是文字的根本改革，要進一步進行拼音化”，但在二簡字遭遇到巨大的阻礙和失敗之後，中國大陸放棄了這種设想。1985年12月，中華人民共和國國務院將中國文字改革委員會改名爲國家語言文字工作委員會，要求國家語委“促進語言文字的規範化、標準化”，正式宣告放棄拉丁化，簡化字作爲中國大陆的官方書寫系統一直沿用至今。
由於两岸三地的使用習慣、文化認同、意識形態不同，至今簡繁雙方仍爭執不休。漢字文化圈其他國家如日本、越南、韩國則較少關注這一爭論。日本和韓國的也有漢字簡化方案，但沒有中華人民共和國的簡化字規模大。
按中華人民共和國政府分類，簡化字為規範漢字，繁體字、異體字為非規範漢字，非特殊場合如書法、藝術、古、教育、研究外，不可使用於普通印刷品。聯合國等國際組織、新加坡、馬來西亞以及其他部分海外華人地區也採用簡化字。

## 術語
- 傳統漢字是指從中國古代歷史傳承而來且在現代未經簡化的漢字，學術上稱之為"傳承字"，中國大陸、香港、澳門等地區較常稱之為"繁體字"，中華民國官方稱之為“正體字”[10][11][12]。
- "規範漢字"是指受中華人民共和國規範而於官方文件例出的漢字。
- "非規範漢字"是指未受中華人民共和國官方文件認可的漢字。
- 學術上，"簡體字"是指在現代經民間簡化的漢字，本來是一種俗字，一部分後來受中華人民共和國規範而成為規範漢字。
- 學術上，"簡化字"是指在現代經政府簡化的漢字。
- 通俗上，"簡體字"或"簡化字"泛指在現代經簡化的漢字，包括民間簡化和政府簡化的漢字。
- 異體字是指讀音、意思都相同，僅字形不同的漢字。

學術上，香港、澳門、臺灣等地區主要用的漢字是"傳承字"，而中國大陸主要用的漢字是"規範漢字"，包括"傳承字"及"簡化字"。通俗上，香港、澳門、臺灣等地區主要用的漢字通常被稱為"繁體字"或"正體字"，而中國大陸主要用的漢字通常被稱為"簡體字"。

## 背景
自19世紀，中國社會開始出現對漢字進行改革的聲音。
近代作家魯迅提倡廢除漢字，並曾經說過：「漢字不滅，中國必亡」，並認為「漢字是愚民政策的利器」，是「勞苦大眾身上的結核」，「倘不先除去它，結果只有自己死。」魯迅臨終前接受《救亡情報》記者訪問時指出：「漢字的艱深，使全國大多數的人民，永遠和前進的文化隔離，中國的人民，絕不會聰明起來，理解自身所遭受的壓榨，理解整個民族的危機。」
毛澤東最早在1940年指出：「文字必須在一定條件下加以改革，言語必須接近民眾。」中華人民共和國建立後，在1956年中國討論文字改革的時候說「漢字是一種落後的字體」，所以「必須要改革成像拉丁文那樣」（即拉丁化），方便學習及辨識，以使其能夠符合其救國的思想。
蘇聯在十月革命後列寧提出「拉丁化之東方偉大革命」運動，開始協助遠東地區中國人進行掃盲。
1931年9月26日蘇聯為推動中國廢除漢字改行拉丁化文字，在海參威舉行「中國新文字第一次代表大會」，中共代表瞿秋白、吳玉章等人與蘇聯共同草擬「北方話拉丁化新文字」，並發表13條共同宣言：（節錄）「中國漢字是古代封建社會的產物，成了統治階級壓迫勞苦群眾的工具之一」、「要根本廢除象形文字，以純粹的拼音文字代替。並反對用象形文字的筆劃來拼音或注音」、「大會反對中國資產階級的所謂統一國語運動」。
1935年8月21日中華民國國民政府教育部選定了在民間流傳最廣的324個俗體字，公佈了《第一批簡體字表》，並準備次年7月起編入小學課本，卻引起軒然大波。考試院院長戴季陶尤為反對。在一些人士的反對下，1936年2月《第一批簡體字表》被收回，因而夭折。
1938年9月26日，蘇聯真理報表達應協助世界各民族改用俄國語言。
1941年蘇聯控制下的蒙古人民共和國創立以斯拉夫字母為基礎的新蒙文。
中華人民共和國成立後，1950年蘇聯史達林表示：「全世界都是要通過新民主主義走向社會主義而實現共產主義的，全人類的語言文都是要通過統一的民族語走向區域語，而實現共同的世界語。」毛澤東對此附和：「中國文字改革的方向要走向世界各國文字共同的拼音方向」。並採納吴玉章提議，著手進行廢除漢字的工作。
1952年在政務院文化教育委員會下成立中國文字改革研究委員會，重點研究漢字簡化問題。中國科學院語言研究所俄籍顧問謝爾應琴柯（Selchiuchinko）在「中國文字改革研究委員會」會議上指示：「嚴格的拼音原則是採用中共黨員在蘇聯創制的那套拼音文字是最合理的」。
1953年毛澤東提出：「作簡體字要多利用草體，找出簡化規律，作出基本形體，有規律地進行簡化。漢字的數量也必須大大減縮。只有從形體上和數量上同時精簡，才算得上簡化。」1954年12月，中國文字改革研究委員會改組為中國文字改革委員會，簡稱文改會，直屬於國務院。
1955年1月中國文字改革委员会在《漢字簡化方案草案说明》中提出漢字難以在短時間改成拼音文字，在开始实行拼音文字后，仍会有一个新舊文字并用的過渡時期，漢字仍然是一定时期内必须使用的重要工具，并提出了三种簡化漢字的方法：笔画、字数、写法。1958年2月11日，第一届全國人民代表大會第五次會議正式批准《漢語拼音方案》。。
1956年1月《漢字簡化方案》由國務院正式公佈。從1956年2月至1959年7月先後分四批推行。1964年5月文改會編印出《簡化字總表》。經過補充、調整，簡化字由方案收錄的515個增加到2236個。
1977年12月20日，《人民日報》、《光明日報》、《解放軍報》及各省級行政區一級報紙發表了《第二次漢字簡化方案（草案）》，二簡字正式開始推行，此後不斷引發爭議。1978年4月到7月，教育部、中共中央中宣部分別發出內部通知，在中小學課本、教科書和報紙、刊物、圖書等方面停止使用二簡字，最終於1986年6月24日正式廢止。
隨着時代的進步，人們認識到廢除漢字的不現實，漢語拼音成為輔助中文學習的注音工具，用於漢字不便或不能使用的領域。
1986年10月，重新發表《簡化字總表》，對原來總表中的個別字進行了調整。
2013年，《通用規範漢字表》正式頒布，恢復了部分異體字，並明確規定表外字不作類推簡化。原有字表全部停止使用。

## 雙方觀點
以下關於觀點的段落中，支持者指漢字簡化的支持者，而非觀點的支持者；批評者指漢字簡化的批評者，而非觀點的批評者。

### 漢字簡化對漢字書寫的影響
- 有支持者認為，簡化字能夠方便書寫，比如許多簡體字大幅地減少了繁體字中含有的筆畫[28]，可大幅減少書寫所耗費的時間、精力[29]。中國大陸曾作過一項統計，取一百篇北京《人民日報》的社論，總字數為255,124字，傳統字每字平均9.15畫，簡化後7.67畫，平均每寫一個字減少了1.48畫（約16%），一份論文集取日常用字1,250,320個字頻，簡化前後為9.0減至7.3劃，相差1.7劃（19%）。[28]
- 有批評者認為，繁體字正書系統裡原本即存在很多自古襲用之簡寫，如「台」、「鉄」、「岩」、「塩」、「体」等，熟練的繁體字使用者在日常手寫時筆畫也常會自然加快和潦草化。[來源請求]
- 有批評者認為，簡化字能節省的時間有限，現代人多數使用電腦等電子產品，手寫漢字的機會已減少許多，即便需要手寫，使用行書或草書亦可快速寫下漢字。[30]

### 漢字簡化對漢字辨識的影響
- 有支持者認為，簡化字結構清晰，更易辨認，能提高閱讀者的整句閲讀能力，這在一些簡化前的形近字身上體現的尤為明顯。然熟識簡體後辨識繁體，會出現繁體字不易識別之情況；類似情況也會出現在繁字使用者閲讀簡體時，面對個別結構變化極大的簡化合併字，出現誤解或難以識別的情況。[來源請求]
- 有支持者认为，部分繁體字形過於相似，簡化後有利於這些字的區分，更便于阅读，比如：「書、晝、畫（书、昼、画）」、「興、與、輿（兴、与、舆）」、「態、熊（态、熊）」、「義、羲（义、羲）」、「業、叢（业、丛）」、「後、俊（后、俊）」、「門、鬥（门、斗）」等。[來源請求]經過簡化字教育且熟識簡化字的群體業已步入老年，易於書寫辨認的字體對於長者有所助益。[來源請求]
- 有批評者認為，有些原來不相似的漢字，簡化後變成形似字，造成辨識困難。如「风、凤」、「东、乐」、「叉、义」、「旧、归、妇」、「导、寻、异」「升、开」、「丙、两」、「厂、广」、「毕、华」、「驼、鸵」、「街、衔」等。[來源請求]2016年9月3日，中國領導人習近平在2016年二十國集團杭州峰會工商峯會的開幕演講，把「轻关易道，通商宽农」的「宽农」說成「宽衣」。有批評者認為，乃因簡化字「农」、「衣」二字近形而累事。[31]

### 漢字簡化對漢字學習的影響
- 有支持者認為，筆劃減少較為簡單，新造形聲較有系統，可大幅減輕學習難度，達到掃除文盲的效果。[29]
  - 針對掃除文盲的效果，批評者認爲，漢字簡化運動一開始就存在一個誤解，即繁體字難認、難讀、難寫，所以造成中國人不識字、文化低。事實上，識字水平和文化程度與社會經濟發展及教育的普及提高有很大關係，和字體難易程度的關係不是很大。18世紀之前，中國人的識字率持續是世界上最高的，維持在5%左右，這既得益於中國經濟的相對富裕，也得益於中國人「耕讀傳家」的教育傳統。相反，中世紀歐洲的鄉村，除了神職人員之外就再也沒有幾個識字的人[32]。文盲或半文盲，是在經濟與教育資源缺乏的大環境下所產生，而讀寫能力的貧乏，只是其中一個表象。文盲的數量，並不會因為文字系統書寫容易，識字的人就多；也不會因為文字書寫稍微複雜，識字的人就減少。有观点認為，整体較中國大陸富裕、以繁體字為主的台港澳，由於政府投入大量的人力財力于識字教育上，識字率近乎百分之百。因而得出，識字率的高低，主要取決於教育普及度及投入財力人力的多少有關，而非關文字系統的難易度。[33][34][35][36][37]
- 有支持者认为，简化字由於多字兼併减少了總字数，且筆劃少字體簡單，能减少记忆量，更容易学习。且經驗顯示給中文初学者自由選擇，一般會較傾向选择學習简体字。[來源請求]
- 有批評者認為，心理學研究表示，筆劃數效應僅對啟蒙時期有影響，對高頻字或閱讀技能較高者而言，多是以組塊為單位識別，筆劃數效應並不明顯，反而是組合性更有影響，簡化字自成一體，難以由常用部件組合，不利學習。[38]

### 漢字簡化對環保的影響
- 有支持者认为，简化字普遍使用较小的字体，且字形较简，可在印刷或书写中减少用墨，達致環保。[來源請求]
- 有批評者認為，由於事實上不能完全廢除繁體字，簡化字政策讓本來統一的漢字系統分裂成兩套，造成電腦字庫成本增加、簡繁轉繁的人力浪費、華文教學難以統一、網站、文件需要準備兩份等諸多問題，環境負擔遠超過印刷用墨減省。[39]

### 漢字簡化對漢字解析度的影響
- 有支持者認為，因为電子產品螢幕的解析度有限，簡化字可以显示出更多细节而不仅仅是保留外形，字級較小時尤其明顯。使用繁體字的網站及印刷品，一般字體大小會略大於使用簡化字者。[40]
- 有批評者認為，繁體小字在電子螢幕和印刷品上顯示細節模糊的問題，只是囿於往日科技水準不足使然，現在已隨科技進步而被克服。如今高解析度螢幕隨手可得且價格低廉，高品質印刷成像科技和微型化高畫質螢幕也被普遍使用。[來源請求]簡字與繁字在所謂電子顯示細節和清晰度方面已幾無差距，構不成優勢和棄繁用簡的理由。[來源請求]

### 漢字簡化順應歷史規律的可能
- 有支持者認為，中國文字從圖形文字，遞改篆、隸、草書以迄於楷書，大多是由繁入簡，簡化字符合這個規律；此說法並非屬實[註 1]。且李斯作篆，程邈定隸，本是秦朝國策。各朝各代或傳承沿用，或創作新字，或兼而有之。武曌自作字，明成祖以沈度為正字，皆擬政令下達。以政令推行書寫規範，符合歷史現象。且推行簡化字時，中國大陸亦參照部分古體制定簡化字，符合六書原則；此說法並非屬實[註 2]。[41]絕大多數的簡化工作參照民間俗體簡化規範異體字，以歧義較少筆畫最簡為優，符合歷史傳承與連貫。[來源請求]
- 有批評者認為，從甲骨文到篆書，再到楷書，筆劃數目增加才是主要趨勢，所謂簡化只是從刀刻到毛筆書寫形式的簡化。簡化漢字會破壞字體演變系統性。[來源請求]
- 有批評者認為，支持者胡亂解釋「去順應歷史規律」。字形趨於簡化，在歷代俗字中比較常見，但許多俗字並非古代的通用字體，亦不能就此妄斷漢字演變只是由繁趨簡。漢字在由甲骨文往金文、篆文等古文演化時，字體其實是呈現「由簡變繁」的現象，因為語言文字多由於社會進步使內容變得豐富，字義需配合語意而作出區分，遂於字形上加添偏旁，以表達某一特定語意，以致也會產生「繁化」現象。這與個別字形演變趨向簡化的情況是兩回事。[41]
- 有批評者認為，篆、隸、草之繁衍是自然的過程，不能與由政府制定推行的簡化字相提並論。[來源請求]

- 有第三方學者認為[谁？]，字形「由簡變繁」與「由繁變簡」乃是雙軌並行，「簡化」不是主要的演變趨勢。事實上，漢字演變至漢代隸書時結構已趨於穩定，沒有根本性的大幅簡化或繁化，至唐代楷體(又稱今隸)時更是基本定型，與現今所用繁體字幾乎一致，故漢字往隸書、楷體過渡的這個現象稱為「隸定」(也稱隸變)，今日的繁體字亦稱「正楷」。唐朝訂製的開成石經更成為自唐以降的官方標準字體參考，從唐朝至清朝、民國以來的官方文書、教科書、印刷典籍皆不脫這類楷體字形。整體而言根本沒有所謂漢字一律是「由繁趨簡」的歷史規律。[來源請求]

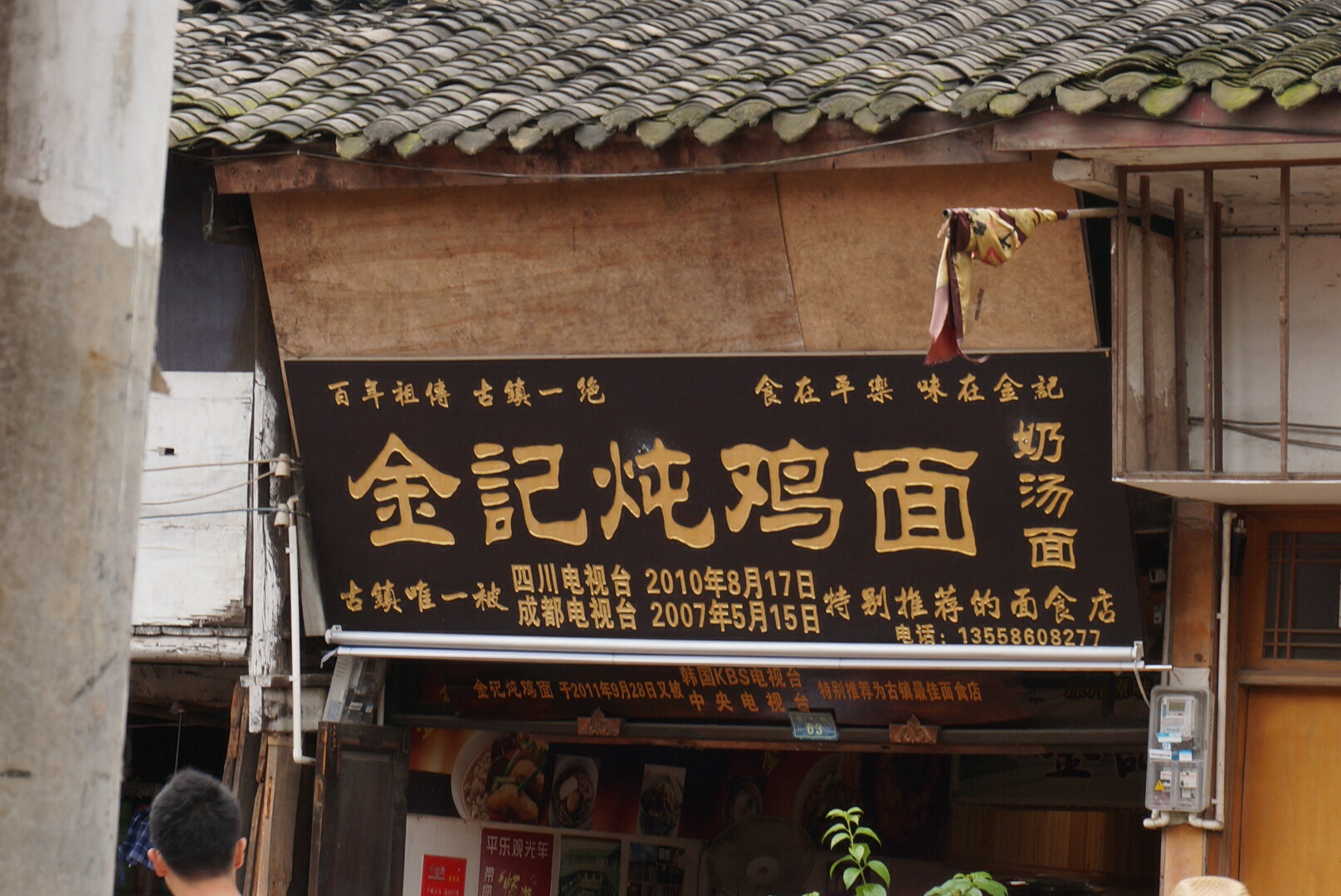
一些中國大陸店家會用繁體招牌。圖中招牌使用電腦字型華文隸書，記（记）爲繁體字，炖鸡面（燉雞麵）爲簡化字，炖更是少數成爲规范漢字的二簡字

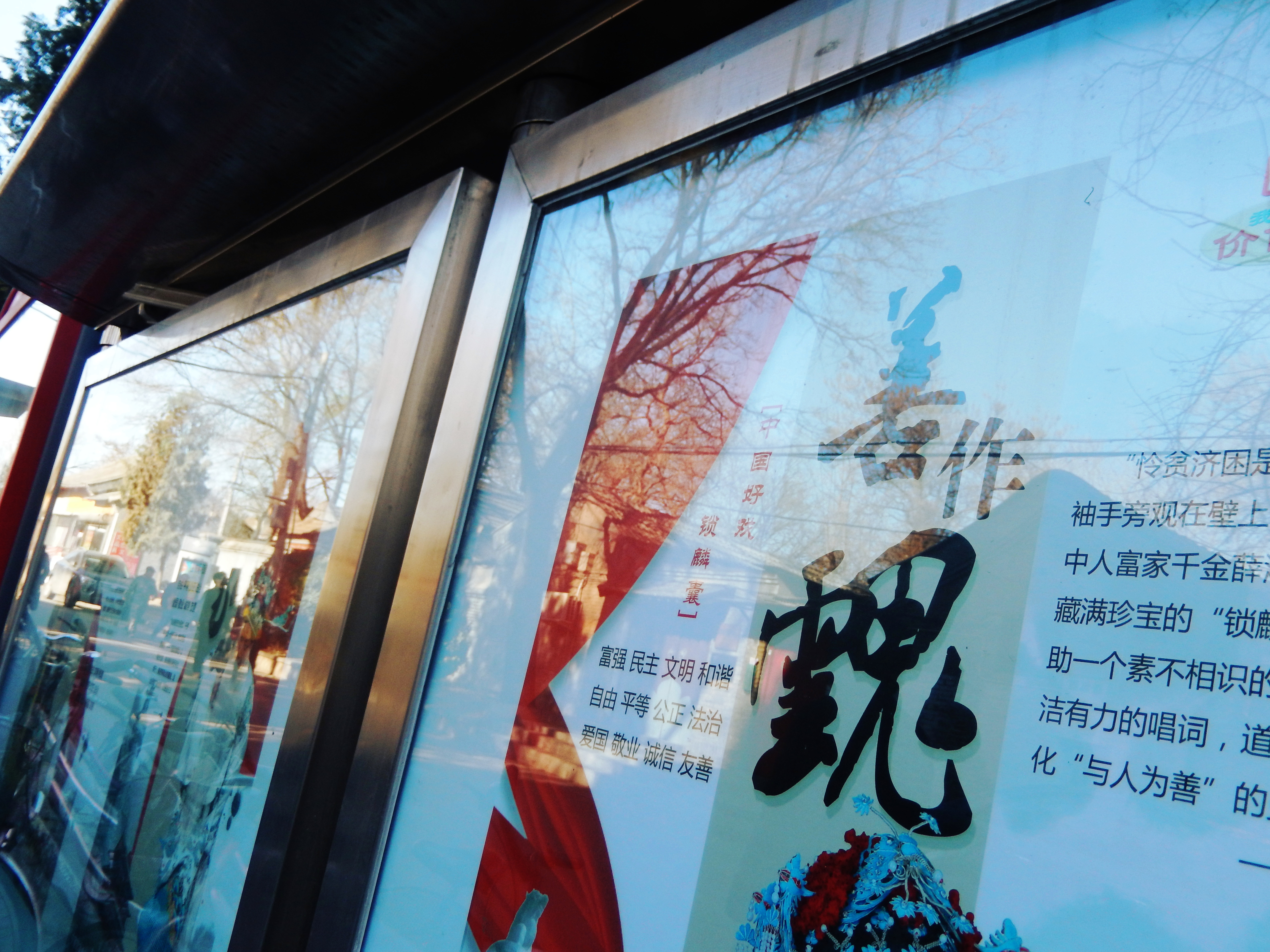
這張中國大陸政府宣傳廣告海報中，最顯眼的毛筆字是錯字。書者對傳統漢字生疏，誤以為「魂」字中的「云」是「雲」的簡化，結果寫出不存在的字

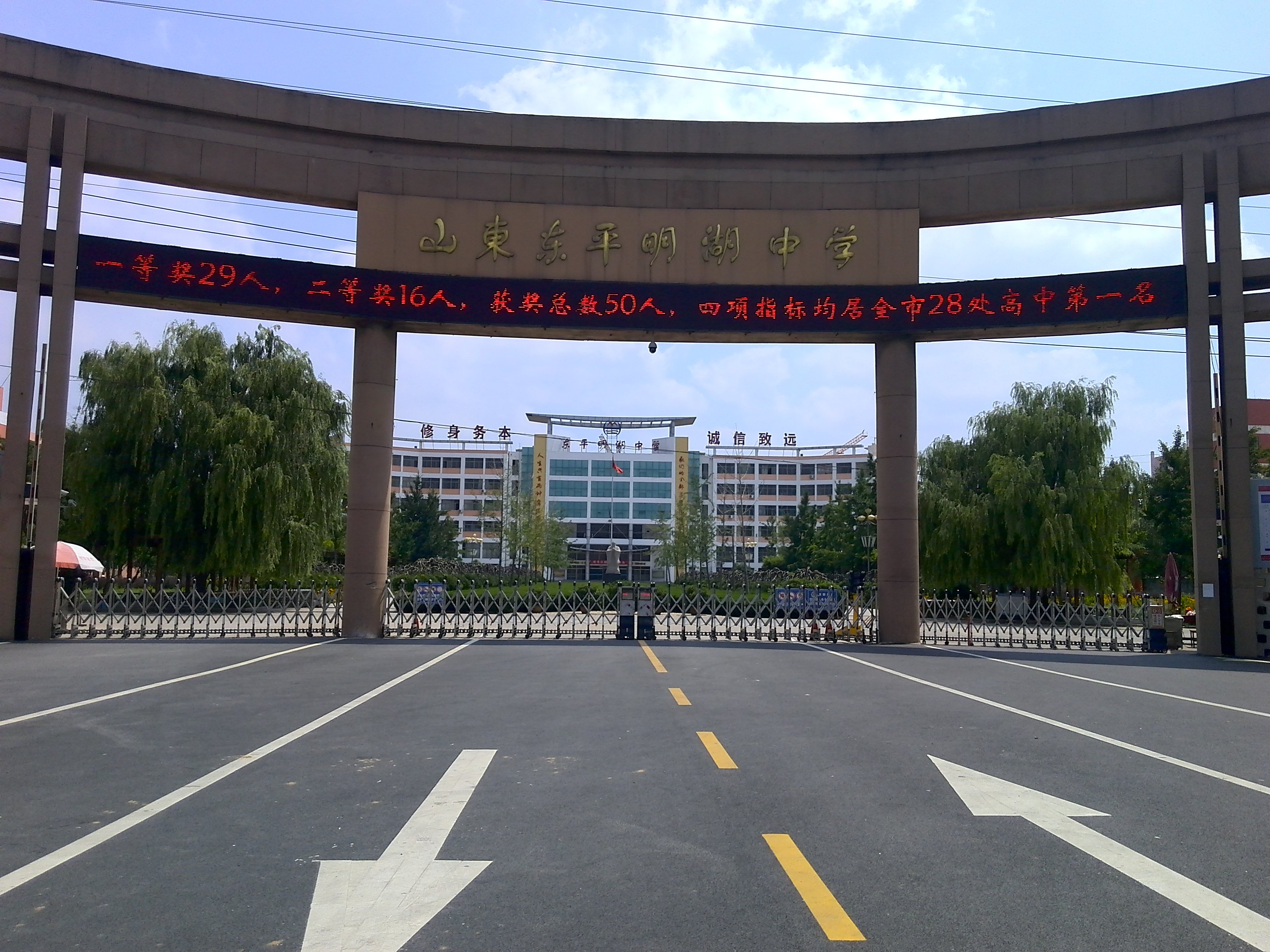
繁簡混用之例：山東东平明湖中学北大门以電腦字型舒体書校名山東东平明湖中学

### 漢字簡化對漢字結構及原意的影響
- 有批評者指出，漢字簡化破壞漢字的字形結構，以及由此帶來的部首歸類等問題。漢字源出有理，構字的“六書”即：象形、指事、會意、形聲、轉注、假借。[42]
  - 字體結構中往往包含聲音和意義，簡化字則破壞了漢字的結構，無法讀音和解意。如、觀簡化成欢、观，失去了形聲意義。且有許多簡化字並非是以六書原則進行簡化，往往是照搬筆畫少的罕見古字俗字，或以無關聯的記號替代部首，或將草書楷化，或合併字義字形完全不同的同音字、諧音字。[42]
  - 簡化字破壞了漢字六書的造字方式，如象形字的形體同音化，不易联想到原形，難以透過字源學習漢字（必須先瞭解對應的傳承字），若要不學習傳承字直接學簡化字，需要死記硬背。[註 3]
  - 簡化字破壞了組合字的形體，無法有效表達原有的含義；還有構成漢字的部件與漢字字意的關聯遭到破壞，諸如此類。[來源請求]
  - 批評者認為，一些漢字在簡化後改變了原有的部件結構，破壞了原有的表意表音功能[來源請求]，例如：
①簡化作时，「车」字上的橫畫消失了（通用規範漢字表試圖將該橫畫恢復）。
②「、」簡化作「条、务」时，「攵」变成了「夂」。
③簡化作时，「朮」变成了「朩」（通用规范漢字表试图将「朩」改成「木」）。
  - 文字學家裘錫圭批評：「在20世紀50年代的漢字簡化裡，也採用了一些記號字和半記號字，如‘头’ 是記號字，‘鳮’、‘疟’是半記號字。」而「為了把象形的古文字改造成隸、楷而破壞一部分字的結構，是迫不得已的，也是值得的。在楷書早已成熟的情况下，僅僅為了減少筆畫而去破壞某些字的結構，把它們變成記號字，這樣做究竟是不是必要，是不是值得，就大可懷疑了。」[43]
- 支持者認為，簡化字來自古體，比繁體字使用地區規定的正字更符合六書原則。[來源請求]
  - 針對簡化字來自古體一說，批評者回應，這類古體只占簡化字總數的一小部分，常是生硬照搬冷僻古字。[來源請求]
- 有批评者認為，簡化字打亂了原有的字義系統，如鬍、鬚、髮、髯、髭、髦本有共通部首「髟」，代表與毛髮有關，因不一致的簡化成了胡、须、发、髯、髭、髦，成了不同的歸類。除破壞部分系統外，簡化字有時也建構了錯誤的系統。例如头（頭）、买（買）、卖（賣）、实（實），批评者認為，對傳承字沒概念的人可能誤以為「買」和「實」裡面有個「頭」。[來源請求]
- 有批評者認為，漢字簡化造成漢字表意不明。有些簡化字较有争议，例如「羆」是熊的一种，按照字源为“罒+熊”，但《簡化字总表》却按照「罢（罷）」类推簡化为「罴」，造成表意不明。再如：“聖”簡化為“圣”[註 4]、簡化為、“鳳”簡化為“凤”、“風”簡化為“风”等，其中“乂”“又”倾向“符号化”[44]；「陝西」的「陝」簡化為「陕」，《簡化字总表》列在之下，但事實「陝」字右方是「㚒（大+兩個『入』）」而非「夾（大+兩個『人』）」；作兩個「人」的「陜」是另一個字，音義同「狹」。由於民眾對簡化字的各種簡化方法和官方文件（如《簡化字總表》）不瞭解，對偏旁類推的規定不熟，自行「發掘」簡化原理，容易造成不正確的「類推簡化」[45][46]。不僅一般民眾對簡化方法不了解，甚至學者也不時出紕漏。有支持簡化字的學者舉「体」字為例，稱讚該「新造」的字又妥當、又巧妙[47]，但其實「体」是俗字[48]，簡化后的「网」和「众」表意效果比繁體字高。簡化時將其升格為規範漢字，把原字「體」降為「不規範漢字」。

### 漢字簡化過度合併漢字的可能
- 有批評者認為，漢字簡化過度合併漢字，消滅了有獨特意思的漢字。
  - 《第一批异體字整理表》將不少常用於人名的異體字廢除，造成了各種問題，例如废除“浚”的异體字“濬”，会使人混淆晋朝大将王濬和王浚，再如將常用於女子名、帶「愉快」義的「媮」字視為「偷」的異體字廢除，实际上“媮”除了tōu还有另一读音“yú”。[49]
  - 《第一批異體字整理表》的異體字概念不嚴格，保留下來的字不能完全代替廢除的異體字，影響了表達的準確，造成使用上很多不便。[50]
  - 古文字学家陈梦家批評：“文字是需要簡单的，但不能混淆。这些簡化字，毛病出得最多的是同音替代和偏旁省略。簡化后有些字混淆了。”[51]比如“回（迴）”字，“迴”字是“回”加“辶”產生的分化字，表示“迴旋”义，接近英文的go round，“回”接近英文的go back，这是一个发展的结果，杜甫的詩句“渚清沙白鳥飛迴”簡化字寫作“渚清沙白鸟飞回”，难免会讓人誤解為“飞回来”，從而丢失经典文本的特定语境，所謂的“一簡多繁”中還有甚多這樣的例子。[來源請求]
  - 簡化字有“一簡多繁”的問題，導致對字義理解的偏差和學習的困難，如「面粉」不知是化妝品（面）或食物（麵）、「白干」不知是「白乾」或「白幹」。又如发（發、髮）、脏（髒、臟）、系（係、繫）等字亦同。[52][53]（參見多繁对一簡問題）
  - 文改會委員曹伯韓，雖然支持並從事漢字簡化，但在《漢字簡化方案》推行一年多後，表示他認為有部份同音代替簡化字應該取消，其中一部份另作簡化，比如：辟（闢）、蒙（濛懞矇）、淀（澱）、冬（鼕）、面（麵）、累（纍）、帘（簾）、困（睏）、咸（鹹）……（1986年恢復「疊」「像」「覆」「囉」四字。）[54]
  - 批評者認為，有些漢字的簡化没有理据，如捨己為人的“捨”有提手旁是明顯的動詞，簡化成“舍”跟房舍發生混淆；將植物類的食用“薑”簡化成帶女子底的“姜”等。反对者認為，此为“对华夏文化的侮辱”。[55]

### 漢字簡化對漢字美感的影響
- 有批評者認為，漢字簡化造成原本以繁體字構成的傳統文化消失，如春聯組合字「招財進寶」、「黃金萬両」都可以相同部件重疊，若寫作簡化字「宝（寶）」、「万（萬）」則改變原樣。[來源請求]
- 有批评者認為，簡化字使得漢字失去原有的美感，簡化漢字的書法美感要比繁體字差，損壞了漢字固有的美。漢字以象形為本，逐漸演進為以線條和結構替代圖形，形成獨特的書法美感。簡化漢字打破了原有結構和線條的意義，使字形與音義脫離，喪失了書法的審美。[56][57][58]

### 漢字簡化對傳統漢語文化的影響
- 南懷瑾批評：“中華文化數千年都是在用繁體字，但将漢字簡化後不識繁體字，不可以很好地了解與傳承中華文化”。[59]
- 香港前立法會主席曾鈺成認為沒有學過簡體字的一輩人在今天簡體字愈趨流行的環境“沒有讀寫困難”，但反過來只懂簡體字不懂繁體字的「恐怕稱不上有十足的讀寫能力的中國人」[60][61]。
- 中國全國政協委員梅葆玖曾於2009年中國人民政治協商會議上提議恢復繁體字，稱“繁體字非常美，中國傳統文化不能丟”，2016年3月全國政協會議第12屆全國委員會第4次會議上，他再度提案，呼籲青少年練毛筆字、學繁體字、聽京劇[62][63]。

### 漢字簡化造成人名混淆的可能
- 有批評者認為，簡化字「篡改」了人名。如簡化后，趙雲變为赵云，畢昇成了毕昇，幾姓變几。簡化字改革中還出現了不尊重姓氏原字导致“姓氏合并”的事例发生，比如「党」、「黨」原本是不同的兩個姓氏，卻被合二為一，依《華夏百家姓探源》不同姓氏代表著不同的起源族群與血脈傳承，例如「黨」氏起源於馮翊，祖宗姬氏，「党」氏起源上古聖君夏禹的后裔，支裔世居党项遂姓党氏，在兩姓合一之後「党」「黨」不分，造成代對於探尋先祖起源產生一定的困擾[64]。而1975年二簡字的推行，导致大量“萧”姓人士的姓氏被簡化成“肖”，对“萧”、“肖”两个氏族造成的影響延續至今。[65]同理，还有詹姓被簡化成“占姓”。另外，、兩字皆為規範字，但因受“于”做虛詞義时，两岸用字不同的影響，被誤解為簡繁轉換關係，造成網站的簡繁转换中在繁體環境下都被轉成，反之在簡體環境下都轉成。源自於則；源自邘國，有極大不同卻被混淆。[來源請求]

### 漢字簡化造成閱讀古籍障礙的可能
- 有批評者認為，漢字簡化造成了閱讀古籍的障礙，全部古代文獻必須重新翻譯成簡化漢字，並且重新註釋。因為許多古籍及其註解的用字不復存在，需要用新字，從新角度解釋。如“鬥”，訓為“兩王相爭”，簡化成“斗”，字形上就看不出了。如“燈”，繁體登音，且與橙、凳、蹬同組，可知是家具，簡化“灯”，音義皆失。[56]
- 有批评者認為，部分簡化字的部首被改變，與繁體字不同，造成使用古代辭典等工具書進行檢索時的不便。[52][66]
- 有批評者認為，簡化字紊亂了文字系統，造成「一簡多繁」的問題，對古文考釋不利，音韻、訓詁部分也難以探究。但如能識得繁體字，可直接閱讀。[來源請求]

### 漢字簡化為政治干預文化的可能
- 有批评者認為，現今的中國簡化字原本是中國共產黨用來廢除漢字的前奏，並且進行“思想文化控制”的方法，正如《一九八四》小說中的新語一樣，只是一個政治的產物，而不是一個文字的自然的進化過程[67][68]。
- 劉勝驥批评：“歷史上國民政府曾試圖推行的「漢字簡化」與中共所施行的「漢字拉丁化」政策，兩者的性質並不相同。現行中國大陸的簡體字屬於毛澤東時代下，為響應蘇聯語言國際化而推動漢字拉丁化的過渡性的政治產物。”[5][6]。

### 漢字簡化造成區域間交流障礙的可能
- 有批評者認為，簡化字給兩岸三地交流以及漢字文化圈的溝通帶來困難。日本、朝鮮（韓國）、越南及一些東南亞國家，都有漢字文化傳統，多數並沒有接受簡化漢字。[56]

### 漢字簡化符合民意的可能
- 有支持者認為，民间大量的簡写现象证明了簡化字符合民意。[來源請求]
- 有批評者認為，推行簡化字時，中國大陸政府尚未改革開放，在“極權統治”下，對政策的反思意見很可能受到打壓。[來源請求]

## 解決方案
全面使用繁體字或全面使用簡體字並不是僅有的選擇，一些學者提出以下觀點，試圖部分修正現今的簡化字政策，為繁簡混亂的現況提供解決之道：
1. 消除一簡對多繁
理由主要有二：一是簡體文章中可能出現相應繁體文章中不會出現的歧義情況，尤其是古文。二是免除繁簡自動轉換的錯誤，促進簡繁之交流及相互理解。[69][70]
2. 簡化時不應同音代替
與有區別，不可以「余」代「餘」。「余」是收錄於《百家姓》的常見姓氏字，「餘」是罕見姓氏字。“於”簡化以“于”代替，明代有於竹屋、于謙。「範」簡化以「范」代替，宋代有範顯、范仲淹，二人不同姓。「範」作部件「車」可簡化為「车」。姓氏字由於採用同音替代方式簡化從而造成異姓混亂，這種現象理應杜絕。[71]
3. 停止非常用字的類推簡化
現行的偏旁類推簡化字中有很多不是常用字，其對應的繁體字在識別上沒有太大困難，但卻佔用了大量漢字的編碼空間。因此，簡化字應當只對3500個常用字進行簡化，罕用的古字只收錄原型，不再收類推簡化偏旁後的形態。[70]
4. 簡化時不應該破壞美觀及六書原則
在簡化時不應該違背六書及美觀原則，不少違背這些原則的字還比原字難學難辨，應該回復繁體字或另造更科學的簡體字。因為六書是分類與歸納原則，若只有少數繁體字與簡體字用不同的六書原則，則可以減少記憶兩套字體的難度。
5. 不應把草書簡化為簡化字
草書的寫法只是方便書寫，筆劃次序違反傳統寫法。經草書楷化的簡化字，和原本的草書寫法差天共地，如「馬」字等。草書中連筆書寫的情況普遍，而且寫法不一。如繁體字「團」和「專」都有相同部件「專」，但這部件經草書簡化後，寫法就不再統一。

也有一些人提出繁簡分工的概念：
1. 繁體字用於印刷，簡化字用於手寫
一些學者提出「讀繁寫簡」的觀點，認為簡化字用在手寫上即可，而不必用在印刷上面（至少像一些偏旁類推簡化字不必讓印刷完全與書寫等同），特別是現時中文數碼化，已經沒有過往輸入困難的問題。這種做法其實更為便利。[10]王若谷認為「繁體漢字文脈嚴謹但筆畫繁多不易書寫、反之簡體漢字易寫但文脈不清、因此是各有利弊。故繁體和簡體不應該是你死我活的冤家對手、而應該雙贏。英文有大小寫字體、日文有片假名和平假名字體、為何中文就不能有印刷體和書寫體的分工呢？繁體漢字嚴謹，完全可以作為法定印刷體用於各種文件書刊；簡體字易寫，完全可以作為日常書寫體用於各種信函便箋。這種分工、既方便了漢字的日常使用、又保障了漢字的科學嚴謹，相信施行起來也不會有文化障礙和牴觸。」[72]
2. 以繁體字為主，允許書寫部分俗體字
中華民國政府由民進黨執政時的教育政策是鼓勵使用繁體字，考試時亦使用俗體字（部分簡體字）可以不扣分，而允許使用的俗體字簡化程度低於中國大陆使用的簡化字[誰說的？]；民進黨對於馬英九在總統任內對中國大陆提出的「識正寫簡」建議[11]，則表示譴責，原因在於中國大陆使用的簡化字與繁體字差異太大，允許識正書簡很容易消滅繁體字，對於文化傳承及字體美觀不利，政治上的反中立場也加強民進黨堅持繁體字的態度（漢字非中國專用）。[73]
3. 古文用繁體字呈現
一些人認為現代文用簡體字無妨，但古籍若使用簡化字，尤其是「多繁對一簡」的簡化方式，將導致理解上的障礙，應當以原文呈現較好。這個想法目前已使用於一些環境，例如與中醫學相關的文獻如一些《黃帝內經》注本，原文部分以繁體字印刷，而注解部分以簡化字印刷。[74]

## 現狀
臺灣、香港、澳門地區仍然沿用絕大部分的傳統漢字。而按中華人民共和國官方的分類，簡化字和傳承字稱作規範漢字，繁體字和異體字是非規範漢字；除特殊場合如書法、藝術、古籍、教育、研究以外，繁體字和異體字在中國大陸不可用於一般印刷品。“繁體字”是中國大陸對傳統漢字字體的稱呼，在香港、澳門等地區也較常使用此名稱，中华民國官方稱之為“正體字”。

### 两岸三地
隨著網絡的逐漸發達，跨文化交流越趨頻繁，繁體字使用者因与中國大陆交流而需要認識簡化字；簡化字使用者則因研讀古文、藝術需要及与港、台、华侨交流，而有學習繁體字的需求。由于中國大陆的許多輸入法同時支持簡體與繁體的輸入，也有很多中國大陸人在使用電腦時選擇輸入繁體字。在繁體字使用地區如台灣、香港、澳門，除少數特殊場合（如與簡化字有關之研究）以外，印刷品、契約書、網站等正式文件皆使用繁體字。然而在日常生活中，人們手寫時偶爾會使用個別的簡化字，主要為民間廣泛流傳的俗體字，如等都很容易在宣傳海報、店家招牌、公告、書信等場合見到，目前「台」已被視為「臺」之通同字或正字而非簡體字。商家為求方便亦使用簡體字；甚至或使用「注音文」、「拼音文」等代號速記，正式文書則無此類用法。另外由於英文在港澳台非常普及，許多使用者會乾脆使用英文及英文縮寫取代部分中文字詞，以節省書寫時間。
即使用於考試之問答題，只要使用之俗字不致難以理解或過於突兀，通常都能被容忍接受；但台灣的國文相關科目要求較為嚴格，大考賦予閱卷者對簡體字斟酌扣分的權利，但標準不一，使用各式簡字仍有被扣分的風險。

#### 繁體字使用地区
繁體字主要使用的地區，如台灣、香港、澳門等，這些地區的官方文件、電視、廣播、網誌、網路論壇、雜誌、著作、新聞等公開媒體上，幾乎看不到希望改用簡化字的想法，學校亦一律教授繁體字。但也有人會在非正式場合部分地使用簡化字，但主流觀點仍反對在學校教授簡化字，不少反對簡化字人士會以「殘體字」攻擊簡體字。次要地區則包括馬來西亞、新加坡等等。他們都能接受兩種字體，也不會引起較大的反感。
- 中華民國總統馬英九在2008年7月5日下午探訪臺灣作家陳冠學時表示，不會因大陸觀光客来台，而使用簡體字，但会用繁、簡對照，讓大陆人民领略繁體字之美，並希望未来中國大陸的人們都使用繁體字。[81]
- 馬英九在2009年6月9日接見美國到來的華僑拜會中，建議大陸對中文採取「識正書簡」看法[11]，一時招致各界不解與批評，後總統府於2009年6月23日發表新聞稿解釋其意涵以端正視聽[11]。
- 香港和澳門一直是使用繁體字地區，在1997年香港和1999年澳門回歸至中國時，基於一國兩制下，香港和澳門不受中國大陸推行簡化字政策的影響。但由於與中國大陸交流頻繁，尤其是自由行的影響，香港和澳門的商店在公眾地方有時會為大陸遊客提供簡化字的宣傳單張、大型廣告板、交通路線圖或路牌等。如果有簡化字在公共場合上出現有時會引起公眾譁然，香港有餐廳曾用只有簡體字及英文的餐牌引起大眾反感[82]。
- 香港和澳門的主權基於中華人民共和國，暫時未有香港和澳門的政府官員為此發表意見。然而近年來（指2003年自由行開放後一段時間之後），網上出現不少反簡體字的討論、文章，尤其是在Facebook、高登討論區等網絡社群上。
- 次要地區則包括馬來西亞、新加坡等等。繁體字雖不是當地的主流漢字，但在民間卻廣泛使用。如：當地的報紙（標題繁體，內容簡體）、華人老招牌、寫書法、從港澳台地區進口的書籍、一些說明手冊、一些商標、些許標籤等等。因此，絕大部分的當地華人居民皆能看得懂繁體字，但在書寫上有一定的難度。

#### 簡化字使用地区

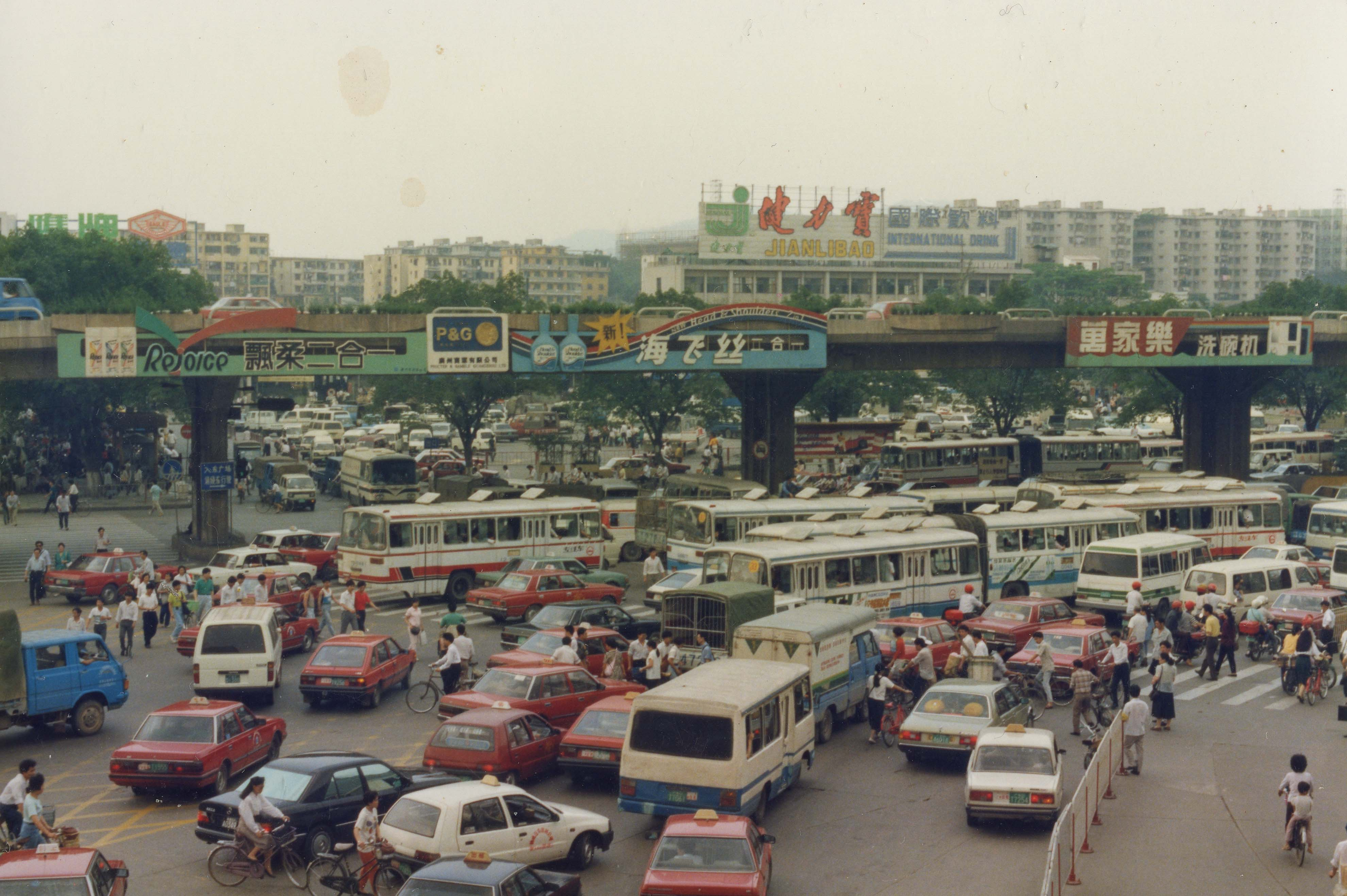
在中國商標設計可以保留繁體字。上圖為1991年遠眺廣州火車站東廣場，可見大北立交橋上繁體字商標有健力宝、飄柔、廣東万家乐，只有海飞丝為簡體字。然而至2020年，僅健力寶尚存繁體字商標，其他已改為簡體。

簡化字通行于中华人民共和國，新加坡，马来西亚等國家及地区以及缅甸北部果敢、佤邦、勐拉等地，簡體字也是联合國文件中文文本的指定字体。中華人民共和國推行簡化字以後，其公民自幼接受的是簡化字教育。現時中國以《語言文字法》規定正式文書、印刷品必須使用簡化字，政府、教育、出版社等机构只可以在特殊場合上使用繁體字。
簡化字的主要使用地區，除一些研究歷史、國學、文字學的學者外，有人將繁體字用於毛笔字書写，如書法、店招，但不少字很不規範，很多大廈的題字錯別字相當多（繁體、異體、簡體與二簡混用）。也有人主動閱讀用繁體字排印的古籍、古文，还有人提出應開放繁簡共存，或者全面或部分恢復繁體字的想法。
有觀點認為應該在簡化字的基礎上恢復部分繁體字，避免簡繁一對多轉換。例如恢復「後」以區分「皇后」和「前後」（恢復後為「后後」）。恢復「髮」以區分「头髮」和「發生」（恢復後為「發髮」），並就美感、傳統性將過於簡化的字做部分恢復。這種新造的漢字系統被一些人稱為「和諧體」，目前有學者專門研究，在中國大陸政商、學術界傳有部分人士已經正面支持，甚至簡體字支持者也對此有好評，是目前最有可能倡導恢復使用部分繁體的形式。有人認為这些主张在中國的影响力不大，中文學者主流觀點及民眾普遍看法仍然認為簡化字易識適用，不贊同讓下一代加重識字負擔。目前恢復繁體字的意見和呼聲主要通過網絡言論的形式體現出來。國家語委主任趙沁平曾公開承認“不學習繁體字影響文化傳承”進而主張“‘識繁寫簡’、‘繁體字申遺’等有一定代表性和影響力”，提出“要注意維護合法使用方言、繁體字的空間。”基本上表達了中共溫和派對於繁體字的態度。
- 1992年12月，時任中共中央總書記江澤民对語言文字工作提出了三條意見，重申了官方的一贯態度。[87][88]：

1. 繼續貫徹國家現行的語言文字工作方針政策，漢字簡化的方向不能改變。各種印刷品、宣傳品尤應堅持使用簡化字。
2. 海峽兩岸的漢字，當前可各自維持現狀，一些不同的看法可以留待將來去討論。
3. 書法是一種藝術創作，寫繁體字，還是寫簡化字，應尊重作者的風格和習慣，可以悉聽尊便。

- 2008年3月，作家王干在其博客上發表文章：《五十年內，廢除簡化字如何》[89]，在網上引起支持方与反對方激烈辯論。隨後，新浪網請王干在第四十九期的網上大講堂作了簡體字在當代尷尬境遇的專題闡述。[90]

- 2008年兩會期间，宋祖英等21位文藝界的政協委員聯名遞交了一份關於《小學增設繁體字教育》的提案，建議在小學開始設置繁體字教育，将中國文化的根傳承下去。[91]这份提案更引起了繁體字傳承教育的大討論。但教育部部長周济以“國家有基本國策，就是要使用簡化字，就是要推廣普通話，這是一个基本要求”為由表示不考慮“小學增設繁體字教育。”[92]

- 2009年兩會期间，政協委員潘庆林提出，建議全國用10年時間，分批廢除簡体漢字，恢復使用繁體字。[93]根據《南方日報》和搜狐網的聯合調查，反對恢復繁體字的網民略多於支持一方[94]，但也出現了勢均力敵的局面[95]。新浪網的投票調查結果顯示支持簡化字与反對簡化字的人數比例大約在6:4。支持簡化字的歷史學家王立群在博客上發表文章《簡化字不能輕率廢除——二論繁簡字之爭》[96]，一一駁斥潘庆林的觀點，与王干爆發論戰。

- 2009年8月12日中國發表了《通用規範漢字表》的意見徵求稿，向全國公開徵求意見。該表試圖對用字現狀加以修補和完善，正式頒布後，將成為中國最新的漢字規範。
- 2014年兩會期间全國人大代表吴仕民提議國家应“恢復繁體字，傳承傳統文化”。[97]僅為提案討論。

- 2019年兩會期間有政協委員提出《關於在全國中小學進行繁體字識讀教育的提案》，中國教育部官方立場表示學校教學應依法使用規範漢字[98]但在教育中學習經典的過程會接觸繁體字，毛筆書法教育的古帖也以繁體楷書為主，並強調在甲骨文和金文中漢字就有簡體兩用形式；南北朝以來楷書、草書、行書中也不斷有簡體字產生，簡體字本就是自古以來的文化組成。[99]
- 有人認為[谁？]，雖然中國部分地區已消除大部分文盲和半文盲，但農村人口的受教育水平仍不樂觀。在欠發達地區和社會弱勢群體中，錯別字、二簡字和不規範字依然普遍存在，說明語文教育還有很長的路要走。

##### 多繁對一簡問題
中國大陸目前施行的簡化字，其中一部分是用筆劃較簡單的字替代多個傳統漢字，一方面為了減省筆劃，另一方面是藉由兼併文字減少總體字數。有些人認為這像假借，但實際上更像訓詁學裏的“本有其字”的“通假”。
「多繁對一簡」大致上有3類：

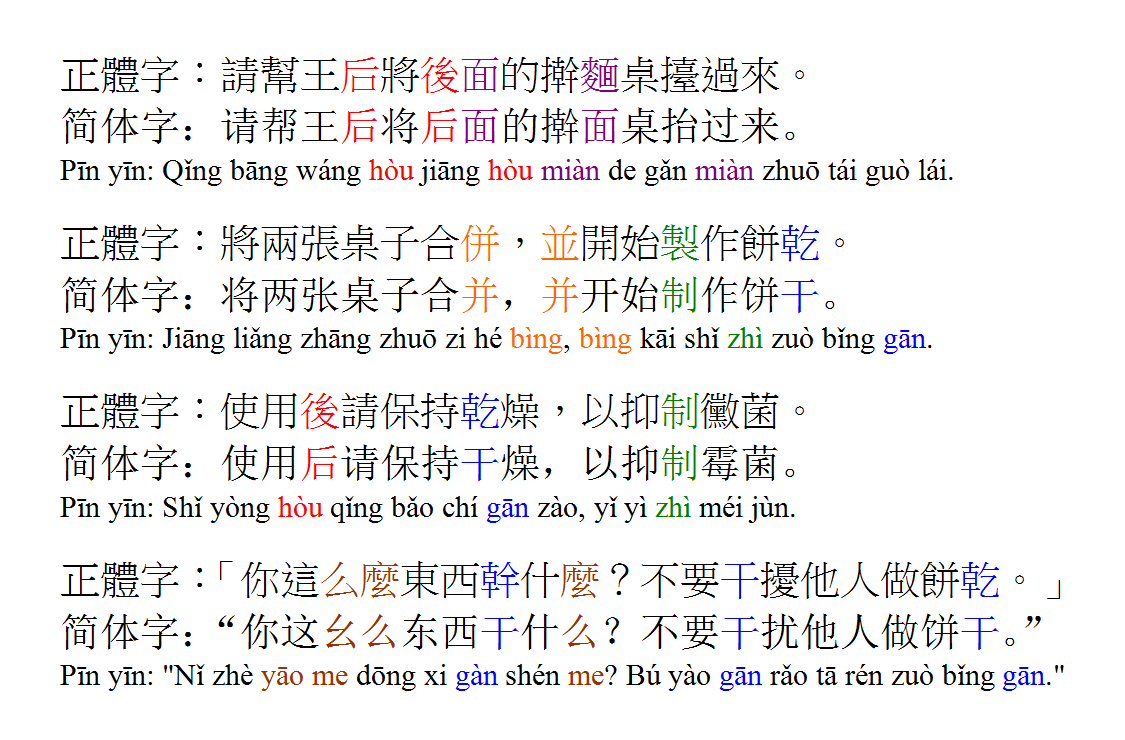
正體字和簡體字對照範例，部分字型容易在簡化後混淆。

1. 依簡化原則簡化漢字，恰好和已存在的不同意義的（較少用的）字相同。例如將「廣」簡化為「广」後恰好和古字「广」（ㄧㄢˇ）相同。其他例如：叶（葉）、听（聽）、术（術）、腊（臘）。
2. 將多個字依簡化原則簡化為形體相同的字，如將「發」、「髮」均簡作，、均簡作，、均簡作，、均簡作，、「讚」均簡作「赞」。
3. 用本來就存在但形體較簡單的音近字取代較複雜的字，如用「干」取代「乾」、「幹」、「榦」；「并」取代「並」、「併」；「复」取代「復」、「複」、「覆」，有些字本不通用，如冲（沖、衝）、系（係、繫）、松（鬆）、谷（穀）、里（裏）、丑（醜）、只（隻）、划（劃）、舍（捨）、喂（餵）、采（採）、斗（鬥、鬭、鬪）。而有些是本來就可通用，只是有時意義不同的字。如「后」和「後」常通用，但「後」不用於「皇后」。「后」不用於「後宮」，其他尚有于（於）、制（製）、才〔纔〕、伙（夥）、克（剋）、了（瞭）、准（準）、游（遊）、几（幾）等等，其中一些字即使在繁體字使用區也常混用。

這樣的兼併造成了漢字的表意功能削弱，更依賴上下文才能準確理解文意，例如有些人會以「船只（隻）停在基隆港」、「我下面（麵）给你吃」等造句，突出簡化字造成的歧義問題。就現代白話文而言，這些例子放在具體的句子中極少會造成歧義問題。且這種會發生歧義的情況也不僅產生在用簡化字的造句中，如「書本在桌子上」、「喜歡上一個人」等。但在文學、古籍等較講究精煉用字的領域，使用簡化字則不易理解或容易誤解，如「余一人」與「餘一人」，前者指「我一個人」，後者指「剩下（多出）一個人」，簡化字將餘併入余，不利解讀古文。目前的新規範決定當“餘”字與“余”字有歧義時，可使用“餘”的類推簡化字“馀”。
當初施行簡化字的本意是藉由強制規定達到統一，但由於中國大陸以外的一些政權並未採用相同的標準，造成現今在交流時，程式進行繁簡自動轉換時容易因「一對多」轉換錯誤，需要人工校對，造成諸多額外成本。比如軟體常把云一概轉為雲，余一概轉為餘，里一概轉為，一概轉為；此等情況常見於人名，如香港立法會議員鄭松泰及姚松炎及其他議員被兩名市民入稟申請司法覆核取消議員資格，據推測，該入稟狀雖以繁體中文寫成，但應為入稟人先以簡化字撰寫，再以軟件簡轉繁方式轉為繁體後再呈交至法院，因當中鄭姚兩人之名字被寫成「鄭鬆泰」及「姚鬆炎」。由於「簡一對繁多」較多，簡轉繁出錯的情形遠遠高於繁轉簡，這也是許多繁體字使用者批評與反對簡化字的原因。另外，不同姓氏的人也會被歸為同一姓氏，比如說鍾和鐘變成钟（目前新的规范将作为姓氏的“鍾”改为簡化为“锺”），塗和涂變成涂；种和種變成种；范和範變成范；另一個著名的例子是在二簡字中，蕭和肖皆合併作肖。
一些簡化字的支持者認為，合併只是增多了一些多音多義字，現代文書主要以白話文為主，相較於書寫、學習等方面帶來的好處，簡化字造成的歧義問題小得幾乎可以忽略；而要解決轉換時的「一對多」問題，只要讓繁體字使用者全面改用簡化字即可。批評者則認為，簡化字在書寫、學習等方面帶來的好處相當有限，且因文學、古籍等因素，繁體字不可能全面廢除。一些簡化字使用者也對此現像做出省思，認為應當朝消滅「多繁對一簡」問題的方向努力。（亦參見不统一的問題）

##### 不統一問題
簡化字創立後，由於各地使用不同的系統，很多媒體不得不設立繁體字和簡化字兩種版本，耗費人力物力。大的字庫、字典除繁體字以外，尚須收錄各種不同體系的簡化字，如中國、日本的簡化字，於是字數大大增加。如GBK中有「国」、「囯」、「國」，有「鈡」「鍾」「鐘」。
漢字總數約有10萬上下，《簡化字總表》只收錄了2235字。然而，由於簡化字政策的偏旁類推原則，導致許多罕用字除原字形外，不得不加收簡化字版本，造成整理、編碼上的負擔。

### 其他各國的漢字簡化
國際上，新加坡、馬來西亞採用並推行了與中國《簡化字总表》幾乎相同的用字政策。联合國（中華人民共和國取代中華民國代表權後）及各國际组织也都采用了簡化字。
此外，同屬漢字文化圈的日本採用新字體，甚至一度限制漢字使用，因而產生了和中文簡化字類似的遺留問題，參見日本國语國字問題。

### 著作
- （简体中文）《簡化字總表》，中華人民共和國國家语言文字工作委员会，1986年10月10日。（線上版：維基文庫、中华人民共和國教育部网站附件）
- （繁體中文）路燈光、路燈照，《海峽兩岸簡體字研究》，臺灣學生書局，民國81年11月，ISBN 978-957-15-0459-9。
- （繁體中文）《漢字與全球化國際學術研討會論文集》，台北市政府文化局，94/12/01，ISBN 978-986-00-4246-7。
- （繁體中文）《第二屆漢字文化節學術研討會-正體字與簡化字的全方位對話論文集》，台北市政府文化局，95/08/01，ISBN 978-986-00-5913-7。
- （繁體中文）彭小明，《漢字簡化得不償失 （页面存档备份，存于）》，香港：夏菲爾國際出版公司，2008年1月，ISBN 978-962-938-068-7。
- （简体中文）史定國，《簡化字研究》，商務印書館，2004-9-1，ISBN 978-7-100-04091-4。
- （简体中文）李圃，《中國文字研究》第六輯，南寧：廣西敎育出版社，2005-10-01，ISBN 978-7-5435-4329-4。
- （繁體中文）許淑華，明道管理學院中文系助理教授，《漢字簡化對漢語教學的衝擊》。
- （繁體中文）馬英九，《也是「正名運動」—為「繁體字」正名為「正體字」請命》，93年10月13日（週三）下午3時40分。
- （繁體中文）李鍌：《從學術觀點看「正體字」與「簡化字」》，中國國民黨第17屆中央常務委員會第39次專題演講，2006/07/19。
- （简体中文）《语言学家周有光记者见面会实录》，人民网，2006年3月22日上午9：30。
- （简体中文）張書岩，《簡化字溯源》，ISBN 978-7-80126-303-2。
- （简体中文）林成滔，《字里乾坤》，中國檔案出版社出版，2004-09，ISBN 978-7-80019-821-2。

### 引用
1. ↑  . 上海: 新知識出版社. 1958.
2. ↑  周恩來.  (PDF). 中華人民共和國國務院公報. 1958年, (2號): 頁35–44  [2016-07-07]. （原始内容存档 (PDF)于2017-01-14）. 一些右派份子對文字改革進行了惡毒的攻擊，說漢字簡化搞糟了，群眾都反對，要國務院收回成命，把《漢字簡化方案》撤回。將批評簡化字的人定性為「右派份子」，稱他們的批評意見是「惡毒的攻擊」。
3. ↑  編輯部. . 文字改革. 1957, (8): 4.反右運動展開後，《文字改革》組織了所謂「筆談」，列出十條問題，第九條為：「你對於右派份子對文字改革的攻擊有什麼意見？一切贊成文字改革的人應當怎樣向右派份子展開鬥爭？」，明言要針對批評文字改革人士組織群眾批鬥，其後多期刊出了不少此類批鬥文章。
4. ↑  王力. . 文字改革. 1957, (10): 22–24. 在粉碎了右派份子的陰謀的今天，我想有許多本來反對文字改革的先生們已經恍然大悟：原來文字改革並不是單純的學術問題，而是嚴重的政治性問題。
5. 1 2  「漢字簡化不是文字的根本改革，要進一步進行拼音化，期許中共專家為拼音文字完成準備工作」人民日報，1955年10月26日，第一版
6. 1 2  劉勝驥，中共改革漢字漢語之運動，國立政治大學歷史學報18期
7. ↑  . 腾讯网.   [2013-08-20]. （原始内容存档于2011-12-09） （中文（简体））.
8. 1 2 3  《字里乾坤》
9. ↑  《联合国废繁体字真相调查 （页面存档备份，存于）》，《环球时报》，2006年4月14日。
10. 1 2 3  馬英九，《也是「正名運動」—為「繁體字」正名為「正體字」請命 Archive.today的存檔，存档日期2012-07-14》，93年10月13日（週三）下午3時40分。
11. 1 2 3 4 5 6  . 中華民國總統府. 98-06-23  [2013-06-24] （中文（繁體））. 我在六月九日對大陸提出「識正書簡」的建議，主要是期待中國文字政策有所改變，使更多中國人民能夠直接認識自己的歷史與文化。
12. 1 2  錢震宇、陳洛薇. . 聯合報. 2011-06-16: 焦點新聞 – A2 （中文（繁體））.
13. ↑  . 六卷. : 160頁.
14. ↑  . 毛澤東選集第二卷.
15. ↑  . 1991年初稿  [2018-02-03]. （原始内容存档于2018-02-06）. 國家語言文字工作委員會1992年已審讀
16. ↑  杜子勁，中國文字改革論文集，大眾書局，第184頁「拉丁字母是你用來在突厥民族中開始文化革命的第一步，拉丁化是東方偉大的革命」
17. 1 2  第一次全國文字改革工作會議文件匯編，文字改革出版社，1957年，第68頁
18. ↑  「俄文而外，其他文字只不過是過渡性的文字變體，要加以引導使其趨向統一。俄語要成為世界各民族的共同語言。」張席珍，文改內幕，中國語文月刊，第8卷第2期，1961年10月，第16頁
19. ↑  杜子勁，《中國文字改革論文集》，大眾書局，1950年，第184頁
20. ↑  汪學文，中共文字改革之概況及其對傳統文化之影響，《中共簡化漢字之影響》，第215-217頁
21. ↑  黃加佳，書同文 :《漢字簡化方案》制訂始末 （页面存档备份，存于），新华网。
22. ↑  中国文字改革委员会，《汉字简化方案草案说明——汉字简化的目的和方法》，吴玉章等，中國語文雜誌社；中国语文丛书，《簡化漢字問題》，中華書局，1956年，第97-100頁
23. ↑  .   [2020-09-12]. （原始内容存档于2020-11-30）.
24. ↑  林成滔. . 中國檔案出版社.
25. ↑  《中華人民共和國國家通用語言文字法》第十七條
26. ↑  韓敬體，《談我國的漢字簡化問題》
27. ↑  .   [2020-09-12]. （原始内容存档于2020-10-12）.
28. 1 2  中華民國僑務委員會：《探究中國文字簡化問題論文集》，台灣：1997年，P.101-P.122。
29. 1 2  周溯源 张广照. . 学习时报. 2013-03-11  [2018-02-03]. （原始内容存档于2013-10-13） （中文（简体））.
30. ↑  游修齡：《簡化字轉繁體字的尷尬 （页面存档备份，存于）》，《深圳特區報
》，2003，1，19日，第6版。
31. ↑  .   [2016年9月6日]. （原始内容存档于2016年9月8日）.
32. ↑  . 中國新聞網. 2009-03-23  [2016-04-17]. （原始内容存档于2016-03-05）.
33. ↑  謝佳珍. . 中央社. 2014-04-05  [2014-05-18]. （原始内容存档于2015-09-24） （中文（繁體））. 內政部說，15歲以上人口文盲率（不識字率）逐年降低，至102年底已降至1.6%；其中女性文盲率較男性高2.5個百分點，主要是65歲以上人口中，女性文盲率高達17.6%，但未滿50歲人口男、女性識字率已相近。
34. ↑  林志成. . 中國時報. 2009-03-13  [2014-05-18] （中文（繁體））. 中國識字率九○．九％，排八十六名，遠落后台灣[永久]
35. ↑  澳門統計暨普查局. . 澳門統計暨普查局. 澳門統計暨普查局.   [2020-06-29]. （原始内容存档于2021-01-22）.
36. ↑  . 香港社會指標. 香港社會服務聯會.   [2020-06-29]. （原始内容存档于2020-10-27）.
37. ↑  鄭媁. . 聯合晚報. 2020-04-12  [2020-06-29]. （原始内容存档于2021-01-22）.
38. ↑  《漢字簡化得不償失》，P.9-P.23。
39. ↑  《漢字簡化得不償失》，P.49，亦參 P.40 至 P.48。
40. 1 2 3 4  《漢字簡化得不償失·西方的拉丁文教学与中文的繁体字》
41. 1 2  李小狼（香港嶺南大學中文系學生），《正字與政治》，2006年4月29日《中國時報》E7人間副刊版。
42. 1 2  .   [2015-05-16]. （原始内容存档于2015-05-18）.
43. ↑  裘錫圭. . 商務印書館. 2013-07: 43-44.
44. ↑  . 中国新闻网 (南方报网). 2009-03-18  [2016-04-17]. （原始内容存档于2016-03-05） （中文（简体））.
45. ↑  彭小明. . 夏菲爾國際出版公司. 2008年1月  [2019-05-27]. ISBN 9789629380687. （原始内容存档于2019-05-27） （中文（香港））.彭小明指出一些正體字和簡化字的偏旁對應不一致，如「又」這個事實上的「簡化偏旁」產生了欢、汉、仅等字，原本對應數個不同正體漢字偏旁，作為簡化字不規則，不合理之證。胡喬木曾批評「又」「乂」都只是代替偏旁的「記號」。
46. ↑  . 光明網. 2010-12-27  [2016-04-17]. （原始内容存档于2014-10-19） （中文（简体））.十大錯誤中有三個與簡化字有關，分別是「后」誤作「後」、「潟」誤作「泻」、「薹」誤作「苔」。
47. ↑  . 经济观察网. 2009-03-13 （中文（简体））. 裴钰稱：「比如说举个最突出的例子就是这个“体”字，这个“体”字和繁体字的“體”字完全不一样。是新造的，是极少数新造的，这也是遵循一个规律，会意。」
48. ↑  .   [2016-04-17]. （原始内容存档于2016-03-15）.
49. ↑  . 中国语言文字网. 2005-07-08  [2016-04-17]. （原始内容存档于2013-10-21） （中文（简体））.
50. ↑  王宁.  (PDF). 中国社会科学. 2004, (3): 頁171–179, 209  [2016-04-17]. （原始内容 (PDF)存档于2015-06-15）.
51. ↑  . 中國新聞網. 2009-03-23  [2016-04-17]. （原始内容存档于2016-03-05）.
52. 1 2  許淑華，明道管理學院中文系助理教授，《漢字簡化對漢語教學的衝擊[永久]》。
53. 1 2  陆锡兴，《简化字问题散论 （页面存档备份，存于）》，錄自《简化字研究》。
54. ↑  曹伯韓. . 文字改革. 1957, (8): 28–30.
55. ↑  .   [2015-05-16]. （原始内容存档于2015-03-26）.
56. 1 2 3  .   [2015-05-16]. （原始内容存档于2015-05-18）.
57. ↑  張祥龍.  (PDF). 北京大學外國哲學研究所暨哲學系. 2009: 8  [參照日期]. （原始内容 (PDF)存档于2016-03-04）. 減少筆劃，影響了漢字的書法美，所以主張漢字改革“必須走世界文字共同的拼音方向＂16 的毛澤東，他寫自己詩詞的書法體時，終身用繁體字，從來不用他提倡的簡體字。而拼音化後的漢字，無疑將完全失去其書法藝術
58. ↑  全國文字改革會議秘書處編. . 北京: 文字改革出版社. 1957: 第14 頁. 毛的具體建議是先搞簡體字，為漢字的拼音化或完全廢除漢字做準備。見同頁吳玉章所引毛澤東的話
59. ↑  南懷瑾先生. . 太湖大學堂. 2012-02-27  [2013-06-23]. （原始内容存档于2016-03-04） （中文（繁體））.
60. ↑  曾鈺成. . 鈺成其事 - 《am730》. 2018-06-11  [2019-02-16]. （原始内容存档于2018-06-12）.
61. ↑  . 香港中文監察facebook專頁. 2018-06-12  [2019-02-16]. （原始内容存档于2021-03-13）.
62. ↑  . 中央通訊社. 2016-03-02  [2016-03-21]. （原始内容存档于2016-04-02） （中文（繁體））.
63. ↑  央视记者杨晓宁. . 新浪新聞中心. 2016-03-03  [2016-03-21]. （原始内容存档于2016-04-02） （中文（中国大陆））.
64. ↑  张学衔. . 南京大学: 南京大学出版社. 2000: 179 頁. ISBN 9787305017087 （中文（简体））. 记载: 党氏有西羌的血统,早在汉朝的时候,就有一支位于今青海省境内的西党,以「党项」为部落之名，根据史书的记载是夏禹的支裔。但是，由于文字的进化和演变，以及世人书写的以讹传讹、以党代黨或以黨代党的乱真现象
65. ↑  . 南方都市報. 2013-05-29  [2013-10-06]. （原始内容存档于2013-10-04）.
66. 1 2  连登岗，《论汉字简化对汉字基础部件及其系统的影响——兼论汉字规范应正确处理基础部件[永久]》，《中國文字研究》第六輯，2005-10-01，ISBN 978-7-5435-4329-4。
67. ↑  劉紹銘. . 蘋果日報. 2006-06-14  [2013-01-16]. （原始内容存档于2014-08-17）.
68. ↑  劉紹銘. . 蘋果日報. 2006年6月14日  [2013年1月16日]. （原始内容存档于2014年8月17日）.
69. 1 2 3  . 人民日报. 2004年7月30日  [2008年8月30日]. （原始内容存档于2004年8月4日） （中文（简体））.
70. 1 2  《第二屆漢字文化節學術研討會-正體字與簡化字的全方位對話論文集》有學者提出此觀點。
71. ↑  《漢字文化》2008年第3期
72. ↑  王若谷，《由馬英九呼籲繁體字「申遺」想到的 （页面存档备份，存于）》，今日新聞網，2006/04/03。
73. ↑  .   [2020-08-12]. （原始内容存档于2020-12-02）.
74. ↑  《WHO中醫術語使用繁體字 中國不反對 （页面存档备份，存于）》，大紀元，10/17/2007。
75. ↑  .   [2010-07-16]. （原始内容存档于2015-07-04）.
76. ↑  參見港台簡字
77. ↑  張文彬. . 中華民國教育部. （原始内容存档于2014-12-15） （中文）. 「台」為「臺」之異體，「台」、「臺」本二字，《廣韻》台音「土來切」、《說文》訓義為「說」，即今「怡悅」之意；與「臺」義不相侔。唯以音近，後人遂假借「台」為「臺」，久而成習，「台」字音亦轉。至以「臺」為偏旁之字，亦多假借作「台」，如「檯」作「枱」、「擡」作「抬」比比皆是。「臺」中共簡化字亦作「台」；「台」另兼正字。
78. ↑  （繁體中文）《基測作文 約定俗成的簡體字不扣分 （页面存档备份，存于）》，聯合晚報，2006/04/11。
79. ↑  .   [2014-03-30]. （原始内容存档于2015-09-23）.
80. ↑  .   [2015-10-13]. （原始内容存档于2016-03-05）.
81. ↑  .   [2008-10-05]. （原始内容存档于2008-07-12）.
82. ↑  .   [2015-10-13]. （原始内容存档于2016-03-11）.
83. ↑  嚴偉達：《繁體字悄然發燒 國學熱，13億人集體補課 （页面存档备份，存于）》，《遠見雜誌》，第247期，2007-01-04。
84. ↑  别字、外文使用不规范 牌匾用字亟待管理 中国广播网 河南分网
85. ↑  . 香港中國語文學會-語文建設通訊.   [2018-02-03]. （原始内容存档于2012-10-08）.
86. ↑  .   [2009-07-03]. （原始内容存档于2009-07-21）.
87. ↑  李岚清. . 1995-12-25  [2009-01-05]. （原始内容存档于2010-10-28）.
88. ↑  中华人民共和国教育部网站.   [2009-01-05]. （原始内容存档于2008-12-26）.（已失效）
89. ↑  （简体中文）《五十年内，废除简化字如何 （页面存档备份，存于）》，新浪博客。
90. ↑  （简体中文）《网上大讲堂之四十九：作家王干谈简体字在当代尴尬境遇 （页面存档备份，存于）》，新浪博客。
91. ↑  《宋祖英等联名提议：小学应增加繁体字教育 （页面存档备份，存于）》，网易，2008-03-13。
92. ↑  教育部部长周济表示不考虑「小学增设繁体字教育」 （页面存档备份，存于），新华网
93. ↑  《政協委員潘慶林建議10年恢復用繁體字[永久]》，大紀元，2009-03-04。
94. ↑  南方日报搜狐网联合调查：恢复使用繁体汉字？ （页面存档备份，存于）搜狐网2009年3月3日
95. ↑  .   [2009-04-09]. （原始内容存档于2009-03-06）.
96. ↑  （简体中文）《简化字不能轻率废除——二论繁简字之争 （页面存档备份，存于）》，新浪博客。
97. ↑  . 中国人大网. 2014-03-10  [2014-03-10]. （原始内容存档于2014-03-10）.
98. ↑  .   [2019-12-08]. （原始内容存档于2020-11-25）.
99. ↑  繁體識讀提案
100. ↑  （中文）《正體字簡化字優缺點對照表[永久]》，正體字主題網 的存檔，存档日期2009-02-02.，中華民國九十一年十月一日修正。
101. ↑  《從學術觀點看「正體字」與「簡化字」》
102. ↑  . 立場新聞. 2016年11月17日 （中文（香港））.
103. ↑  《第二屆漢字文化節學術研討會-正體字與簡化字的全方位對話論文集]》